# Castanopsis carlesii
Espèce
Castanopsis carlesii est une espèce d'arbres à feuillage persistant, appartenant à la famille des fagacées. 
Les feuilles de Castanopsis carlesii contiennent les ellagitanins carlésiines A et B, des composés comportant un motif d'acide tergallique.